# Carters Beach

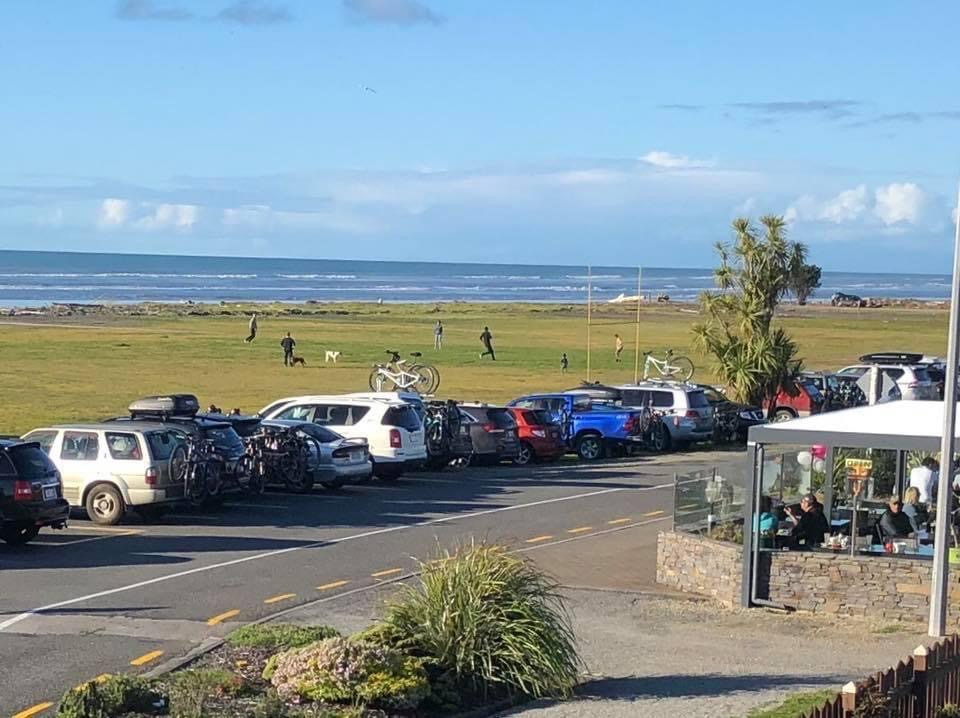
Domaine de Carters Beach en regardant vers le nord-est

Carters Beach est une banlieue de la ville de Westport dans la région de la West Coast dans l’ouest de l’Île du Sud de la Nouvelle-Zélande .

## Situation
Elle est localisée à 6 km à l’ouest de la ville de Westport sur le trajet de la route State Highway 67A (en) .
Elle offre une plage  de sable immaculée et abritée s’étalant sur la région de la West Coast, satisfaisante pour la natation et la baignade .
À partir de l’embouchure du fleuve Buller à l’extrémité est de la plage de Carters Beach, à l’est de Cap Foulwind, la plage s’étend sans interruption sur 9 kilomètres.
Le  « Kawatiri Coastal Trail » un chemin de randonnée est en construction et on espère qu’il sera terminé pour l’année 2021.
Le parcours de vélo reliera la localité de  Westport avec le village de Carters Beach et continuera vers le sud en direction de la ville de Charleston. 
Dans Carters Beach, le trajet passe à travers des terrains humides, au-delà du parcours de golf et à travers le domaine qui est un parc public, quand il sinue sur son trajet vers le sud .
La ville offre des possibilités de logements et de restauration.
Un parcours de golf de 18 trous et le Aéroport de Westport (en)  sont localisés près de la ville  L’érosion survenue le long de ‘Rotary Road’ en 2018 entraîna la fermetur des abords de la plage et fit craindre la fermeture possible de l’aéroport à proximité .  
Toutefois, en 2020, la route le long de la plage vers le côté ouest de l’embouchure du fleuve Buller fut reconstruite comme un chemin pour les piétons et les vélos. 
Les blocs de rochers en granite ont été déversés le long de la plage pour prévenir une érosion plus loin, qui pourrait affecter l’aéroport.

## Toponymie
Carters Beach fut dénommée d’après le nom d’un des premiers colons, qui exploitait une ferme dans le secteur à la fin des années 1800.

## Démographie
Carters Beach est définie par l’organisme des Statistiques en Nouvelle-Zélande comme une localité rurale, qui couvre 0,59 km2 ( Unité «  » inconnue du modèle {{Conversion}}.). 
C’est une partie du secteur statistique plus large de Westport Rural (en),  qui couvre 90,06 km2.
La population de Carters Beach était de 330 habitants lors du recensement de 2018 en Nouvelle-Zélande , en diminution de 9 résidents par rapport à celui de 2013, mais en augmentation de 36 personnes par rapport à 2006. 
Il y avait 177 hommes et 156 femmes. 
306 personnes (soit 92,7 %) s’identifiaient comme européens/Pākehā, 45 personnes (soit 13,6 %) comme Māoris, 3 personnes (soit 0,9 %) comme originaires du Pacifique et 6 personnes (soit 1,8 %) comme d’origine asiatique. 
72 personnes (soit 21,8 %) avaient moins de 15 ans d’âge, 18 personnes (soit 5,5 %) avaient entre 15 et 29 ans, 153 personnes (soit 46,4 %) étaient âgées de 30 à 64 ans, et 87 personnes (soit 26,4 %) avaient plus de  65 ans.